# N15 (Burkina Faso)
Die N15 ist eine Fernstraße in Burkina Faso, die Ouahigouya mit Pouytenga verbindet.
Die Fernstraße zweigt in Ouahigouya von der N2 ab und verläuft in südöstlicher Richtung bis zur Anbindung an die N4 im Ort Sapaga. Sie ist nicht asphaltiert, einzige Ausnahme ist der Abschnitt zwischen Pouytenga und Sapaga.
Der Abschnitt zwischen Séguénéga und Ramsa (oder auch Nongofaire) wird häufig durch das Überlaufen des Sees des am Nakembé gelegenen Guitti-Stausees überflutet, was zu einer Unterbrechung des Verkehrs (zwischen Kongoussi und Ouahigouya) und zu großen Schäden an der Infrastruktur führt. Im Mai 2018 wurde bekannt gegeben, dass eine Brücke mit einer Länge von etwa 120 Metern und einer Höhe von fast 8 bis 9 Metern gebaut und die N15 saniert werden würde.
Der aus der Kolonialstraße von 1945 stammende, zunächst 22 km lange Abschnitt der Lateritstraße N 15 von Sapaga nach Kalwartenga sollte Ende 2019 durch die Firma Naré et Frères asphaltiert und ausgebaut werden, mit der Aussicht, den Ausbau im folgenden Jahr[veraltet] bis Boulsa fortzusetzen.